# Huya (Hubei)
Huya (kinesiska: Huya Jiedao, 虎牙街道) är en sockenhuvudort i Kina. Den ligger i provinsen Hubei, i den centrala delen av landet, omkring 280 kilometer väster om provinshuvudstaden Wuhan. Antalet invånare är 13 390. Befolkningen består av 6 621 kvinnor och 6 769 män. Barn under 15 år utgör 10,0 %, vuxna 15-64 år 78 %, och äldre över 65 år 10,0 %.
Runt Huya är det tätbefolkat, med 308 invånare per kvadratkilometer. Närmaste större samhälle är Yichang, 19,1 km nordväst om Huya. I omgivningarna runt Huya växer huvudsakligen savannskog.
Genomsnittlig årsnederbörd är 1 331 millimeter. Den regnigaste månaden är maj, med i genomsnitt 206 mm nederbörd, och den torraste är december, med 14 mm nederbörd.